# بشقاتان
بشقاتان هي بلدة في مقاطعة كاسان في ولاية قشقداريا في أوزبكستان.